# Thusitha Jayasundera
Thusitha Jayasundera (singhalesisch තුසිත ජයසුන්දර; * 1971) ist eine sri-lankische Schauspielerin.

## Leben
Jayasundera besuchte eine Mädchenschule auf Sri Lanka, die von australischen Missionaren geleitet wurde. 1993 machte sie ihren Abschluss an der Royal Academy of Dramatic Art. Sie spricht Singhalesisch und Englisch. Seit 2002 ist sie mit Simon Allen verheiratet. Die beiden haben ein gemeinsames Kind.
Jayasundera gab 1994 in einer Episode der Fernsehserie The All New Alexei Sayle Show ihr Fernsehschauspieldebüt im Vereinigten Königreich. Von 1999 bis 2002 stellte sie in 57 Episoden der Fernsehserie Holby City die Rolle der Tushara „Tash“ Bandara dar. Ab 2003 spielte sie die Rolle der Ramani De Costa in der Fernsehserie The Bill. Bis einschließlich 2006 wirkte sie in 92 Episoden mit. Zwischen 2015 und 2018 hatte sie wiederkehrende Rollen in den Fernsehserien Doctor Foster und Humans inne. 2017 stellte sie im Film The Foreigner die Rolle der Mira dar. 2022 war sie in sechs Episoden der Fernsehserie Der Herr der Ringe: Die Ringe der Macht als Hobbit Malva zu sehen.

## Filmografie (Auswahl)
- 1994: The All New Alexei Sayle Show (Fernsehserie, Episode 1x01)
- 1999–2002: Holby City (Fernsehserie, 57 Episoden)
- 2001: Sweetnightgoodheart (Kurzfilm)
- 2002: Signal to Noise (Kurzfilm)
- 2003–2006: The Bill (Fernsehserie, 92 Episoden)
- 2006; 2012: Doctors (Fernsehserie, 2 Episoden, verschiedene Rollen)
- 2009–2012: Above Suspicion (Fernsehserie, 5 Episoden)
- 2011: The Jury (Fernsehserie, 2 Episoden)
- 2011: Young Dracula (Fernsehserie, Episode 3x09)
- 2012: Silent Witness (Fernsehserie, 2 Episoden)
- 2014: Lewis – Der Oxford Krimi: Entry Wounds (Lewis, Fernsehzweiteiler)
- 2015: Broadchurch (Fernsehserie, Episode 2x04)
- 2015: The C Word (Fernsehfilm)
- 2015–2017: Doctor Foster (Fernsehserie, 9 Episoden)
- 2016–2018: Humans (Fernsehserie, 13 Episoden)
- 2017: The Foreigner
- 2018: Inspector Barnaby (Midsomer Murders, Fernsehserie, Episode 20x02)
- 2022: Der Herr der Ringe: Die Ringe der Macht (The Lord of the Rings: The Rings of Power, Fernsehserie, 6 Episoden)
- 2023: National Theatre Live: The House of Bernarda Alba

## Theater (Auswahl)
- The House of Bernarda Alba, Regie: Rebecca Frecknall, National Theatre
- Sea Creatures, Regie: James MacDonald, Hampstead Theatre
- [BLANK], Regie: Maria Aberg, Donmar Warehouse
- Our Town, Regie: Ellen McDougall, Open Air Theatre, Regent’s Park
- Stories, Regie: Nina Raine, National Theatre
- The Divide, Regie: Annabel Bolton, Old Vic/King’s Theatre Edinburgh
- My Eyes Went Dark, Regie: Matthew Wilkinson, Finborough Theatre/Traverse
- Behind The Beautiful Forevers, Regie: Rufus Norris, National Theatre
- The Vertical Hour, Regie: Nigel Douglas, Park Theatre
- The Nine O’Clock, Regie: Lisa Spurling, Slot iceandfire
- Tiger Country, Regie: Nina Raine, Hampstead Theatre
- Much Ado About Nothing, Regie: Ed Dick, Chester Performs
- Marine Parade, Regie: Brighton Jo McInnes, The Old Market Theatre
- A Day at the Racists, Regie: Ryan McBryde, Finborough Theatre
- Dreams of Violence, Regie: Max Stafford-Clark, Out of Joint/Soho Theatre & Tour
- Much Ado About Nothing Actors For The London Stage
- Crime and Punishment, Regie: Maria Aberg, National Theatre
- War Horse, Regie: Marianne Elliott und Tom Morris, National Theatre
- The Caucasian Chalk Circle, Regie: Sean Holmes, National Theatre
- International Writers Festival Summer 2006, Regie: Emily McGloughlin, Royal Court
- Grimm Tales, Regie: Tim Supple, International Tour
- Twelfth Night, Regie: Tim Supple, Young Vic Theatre
- As I Lay Dying, Regie: Tim Supple, Young Vic Theatre
- The Comedy of Errors, Regie: Tim Supple, Royal Shakespeare Company
- Cain, Regie: David Thacker, Royal Shakespeare Company
- Peer Gynt, Regie: John Barton, Royal Shakespeare Company
- Pentecost, Regie: Micheal Attenborough, Royal Shakespeare Company
- Comedy of Errors, Regie: Tim Supple, Royal Shakespeare Company